# Bus Stop (Tanz)
Bus Stop ist ein Partytanz, der sich besonders für Anfänger eignet. Im Bus Stop wird häufig die „Jerk-Technik“ eingesetzt. Durch viele Variationsmöglichkeiten bleibt er auch für geübtere Tänzer interessant.
Der Linientanz aus den USA war auch unter den Namen The Roach, The Walk oder The Line bekannt. Er gilt als Vorläufer des legendären Tanzes Night Fever und wurde 1976 erstmals auf dem Internationalen Tanzlehrer Kongress (INTAKO) in Hamburg vorgestellt. Momentan erlebt der Tanz ein Comeback.

## Tanzbeschreibung
Zu dem Tanz gehören genau acht Schritte, jeder mit einer Zählzeit (ZZ).
Variante 1
Eine Variante, wie der Tanz getanzt werden kann, ist die folgende:
- ZZ 1: Rechter Fuß tippt mit der Ferse nach vorne auf den Boden
- ZZ 2: Rechter Fuß tippt mit der Ferse nach vorne auf den Boden
- ZZ 3: Rechter Fuß tippt mit der Spitze nach hinten auf den Boden
- ZZ 4: Rechter Fuß tippt mit der Spitze nach hinten auf den Boden
- ZZ 5: Rechter Fuß tippt mit der Ferse nach vorne auf den Boden
- ZZ 6: Rechter Fuß tippt mit der Spitze nach hinten auf den Boden
- ZZ 7: Rechter Fuß geht einen Schritt nach rechts (dabei weiterhin den linken Fuß belasten)
- ZZ 8: Rechtes Knie nach oben ziehen und eine Vierteldrehung (90°-Drehung) nach links drehen

Anschließend werden die Bewegungen wiederholt. Bei jeder Zählzeit wird außerdem auf dem linken Fuß gesprungen.
Variante 2
Eine weitere Variante wird nach folgendem Schema getanzt:
- ZZ 01: Rechter Fuß geht einen Schritt zurück (nach hinten)
- ZZ 02: Linker Fuß geht einen Schritt zurück
- ZZ 03: Rechter Fuß geht einen Schritt zurück
- ZZ 04: Linker Fuß tippt auf den Boden
- ZZ 05: Linker Fuß geht einen Schritt vor (nach vorne)
- ZZ 06: Rechter Fuß geht einen Schritt vor
- ZZ 07: Linker Fuß geht einen Schritt vor
- ZZ 08: Rechter Fuß tippt auf den Boden
- ZZ 09: Rechter Fuß geht nach rechts und eine Dritteldrehung (120°-Drehung) nach links
- ZZ 10: Linker Fuß geht nach links und eine weitere Dritteldrehung nach links
- ZZ 11: Rechter Fuß geht nach rechts und eine weitere Dritteldrehung nach links
- ZZ 12: Linker Fuß tippt auf den Boden nach Volldrehung (360°-Drehung)
- ZZ 13: Linker Fuß geht nach links und eine Dritteldrehung nach rechts
- ZZ 14: Rechter Fuß geht nach rechts und eine Dritteldrehung nach rechts
- ZZ 15: Linker Fuß geht nach links und eine Dritteldrehung nach rechts
- ZZ 16: Rechter Fuß tippt auf den Boden nach Volldrehung
- ZZ 17: Rechter Fuß tippt mit der Ferse nach vorne auf den Boden
- ZZ 18: Rechter Fuß tippt mit der Ferse nach vorne auf den Boden
- ZZ 19: Rechter Fuß tippt mit der Spitze nach hinten auf den Boden
- ZZ 20: Rechter Fuß tippt mit der Spitze nach hinten auf den Boden
- ZZ 21: Rechter Fuß tippt mit der Ferse nach vorne auf den Boden
- ZZ 22: Rechter Fuß tippt mit der Spitze nach hinten auf den Boden
- ZZ 23: Rechter Fuß geht nach rechts (linken Fuß weiterhin belasten)
- ZZ 24: Rechter Fuß stößt sich zur Vierteldrehung nach rechts ab und rechtes Knie dabei nach oben ziehen

Im Anschluss daran werden die Tanzschritte wiederholt.